# Brechainville
Brechainville település Franciaországban, Vosges megyében. Lakosainak száma 57 fő (2022. január 1.). Brechainville Liffol-le-Grand, Pargny-sous-Mureau, Trampot, Aillianville és Grand községekkel határos.

## Népesség
A település népességének változása:
| Lakosok száma | 63   | 63   | 62   | 61   | 60   | 60   | 60   | 60   | 57   |
|               | 2013 | 2015 | 2016 | 2017 | 2018 | 2019 | 2020 | 2021 | 2022 |